# Cos-B
天文观测卫星（Celestial Observation Satellite），英文简称COS-B，是首个欧洲空间研究组织研究宇宙伽马射线源的任务。20世纪60年代中期欧洲科学界首次提出了COS-B卫星，并在1969年获得欧洲空间研究组织理事会批准。该任务是一颗载有伽马射线探测器的卫星，1975年8月9日由美国宇航局代表欧洲空间研究组织发射升空，任务于1982年4月25日结束，在轨运行时间超过6.5年，比计划运行时间长达四年，获得的伽玛射线数据量增加了25倍，科学成果包括2C星表中列出的大约25个伽玛射线源和银河系图，该卫星还观测到X射线双星天鹅座X-3。

## 技术特点
COS-B卫星是一个直径1.4米、高1.13米的圆柱体，总质量278千克，其中118千克为探测仪器。9480片太阳能电池几乎覆盖了整个卫星表面，可提供约60瓦的电力，当卫星运行在地球阴影中时，这些电池能使卫星继续保持正常工作。卫星拥有大容量存储器功能，可存储8千字节的数据。这些数据通过四根54.3厘米长的天线以160KB/秒的速率传输到地面站。两对液氮喷射推进器控制卫星的转速和方向，使其保持以每分钟10圈的速度旋转。通过隔热层、余热散热器和涂层将卫星温度永久保持在摄氏-10°-30°范围内。

## 任务过程

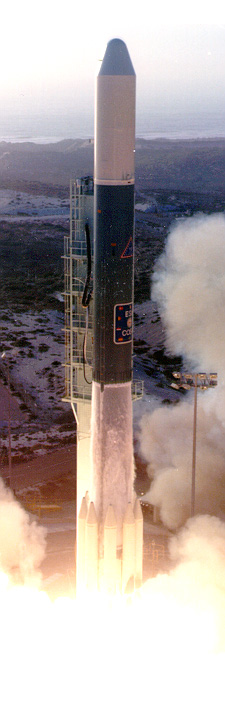
COS-B卫星从范登堡太空基地发射升空

1975年8月9日，COS-B卫星搭乘德尔塔2913型火箭从范登堡太空基地发射升空，卫星进入100000×300公里的高偏心轨道，轨道倾角为90度，周期为37小时。卫星的方位使其轴线指向了仪器观察区域，时间从数周到三个月以上。在整个COS-B卫星任务中，它共指向了天空64处不同的目标区。在每圈轨道的34小时中有25小时用于观测。1982年春季，当用于更换“火花室”的储存气体耗尽时，任务宣布结束。与此同时，卫星实际上也已耗尽了用于姿态控制的液氮。

## 科学结果
COS-B探测到了沿银河系平面扩散的伽马射线，发现了25个伽玛射线点源，其中大多数迄今为止无法与光学天文仪器识别的天体进行比较。任务生成了2C星表，其中列出了25个伽玛射线源的特征和银河系伽玛辐射图。卫星对X射线双星天鹅座X-3（占总观测时间的10%）和另一处伽马射线源进行了长时间观测。检测到首颗辐射伽马射线的活跃天体，已知最强大的伽马射线源—杰敏卡γ射线源的定位精度为0.25°。